# Eucereon obscura
Eucereon obscura är en fjärilsart som beskrevs av Heinrich Benno Möschler 1872. Eucereon obscura ingår i släktet Eucereon och familjen björnspinnare. Inga underarter finns listade i Catalogue of Life.